# Zoo Tycoon 2: Dino Danger
Zoo Tycoon 2: Dino Danger werd uitgegeven in juli 2006. Dit pakket is geen uitbreidingspakket, maar een download voor het bedrijfssimulatiespel Zoo Tycoon 2.
Sinds het uitbreidingspakket Zoo Tycoon 2: Uitgestorven Diersoorten uitgebracht werd, kan het pakket niet meer gekocht worden. De inhoud van deze download zit daarom ook inbegrepen bij die uitbreiding, waarbij de vier dinosauriërs die in dit pakket zitten, werden vernieuwd omdat er van fans veel kritiek kwam dat ze er onrealistisch uitzagen.

## Gameplay
Het pakket voegt in vergelijking met de andere uitbreidingen, veel minder nieuwe inhoud toe. Naast twee soorten voeding voor dinosaurussen (herbivoor en carnivoor), is er ook één nieuw type omheining toegevoegd. De omheining is veel sterker dan de andere en is daardoor tevens geschikt voor heel wat andere dieren.

### Lijst van dieren
| Dier          | Biotoop            | Beschikbaar vanaf | Beschermingsstatus |
| ------------- | ------------------ | ----------------- | ------------------ |
| Carnotaurus   | Noordelijk bos     | 3 sterren         | Uitgestorven       |
| Styracosaurus | Tropisch regenwoud | 1 ster            | Uitgestorven       |
| Triceratops   | Noordelijk bos     | 4 sterren         | Uitgestorven       |
| Tyrannosaurus | Tropisch regenwoud | 5 sterren         | Uitgestorven       |